# Кирил Станчев
Кирил Станчев (болг. Кирил Николов Станчев; нар. 14 грудня 1895, Кюстендил — пом. 11 квітня 1968), — болгарський військовик, генерал-лейтенант. Командувач 2-ї Болгарської армії під час Другої світової війни (1944-1946).

## Біографія
Народився 14 грудня 1895 в Кюстендилі. У 1916 закінчив Військове училище в Софії і 12 березня отримав чин підпоручника, 14 жовтня 1917 — поручника, 30 січня 1923 — капітана, а 1933 — майора.
1935 один із активних учасників спроби державного перевороту, звільнений із військової служби і засуджений до смертної кари. Наступного року вирок замінили на довічне ув'язнення. 5 жовтня 1936 отримав звання підполковника. 1940 помилуваний і 5 жовтня отримав чин полковника.
З 1941 по 1944 навчався в Софійському університеті.
1946 звільнений і засуджений до довічного ув'язнення за сфабрикованим звинуваченням в участі у незаконній організації «Військовий союз». Звільнений з в'язниці 1959.
Помер 11 квітня 1968.
1990 реабілітований, а в 1992 посмертно отримав звання генерал-лейтенанта.

## Нагороди
- Військовий орден «За хоробрість» ІІІ класу;
- Народний орден «За заслуги» II ступеня.